# Groby (Anglia)
Groby – wieś w Anglii, w hrabstwie Leicestershire, w dystrykcie Hinckley and Bosworth. Leży 7 km na północny zachód od miasta Leicester i 149 km na północny zachód od Londynu. Miejscowość liczy 7301 mieszkańców.